# Chế độ phụ quyền dị tính
Chế độ phụ quyền dị tính (từ chế độ phụ quyền + dị tính luyến ái) là một hệ thống xã hội-chính trị mà trong đó giới tính nam và những người dị tính có quyền lực hơn các giới tính và xu hướng tình dục khác.
Từ góc nhìn của phong trào nữ quyền, từ "chế độ phụ quyền" chỉ ra người cha là người nắm giữ quyền lực trong một hệ thống gia đình, và vì vậy đồng nghĩa đến sự phụ thuộc của phụ nữ đến quyền lực của đàn ông. Cùng với sự xuất hiện của lý thuyết queer vào những năm 1980 và những năm 1990 cùng các câu hỏi được đặt ra xoay quanh hệ thống bình thường hoá dị tính luyến ái và hệ thống nhị phân giới tính, sự thống trị này không chỉ được miêu tả thông qua giới tính, mà còn thông qua xu hướng tình dục.